# J.J. Hardy
James Jerry Hardy (ur. 19 sierpnia 1982) – amerykański baseballista, który występował na pozycji łącznika.

## Przebieg kariery
Hardy został wybrany w 2001 roku w drugiej rundzie draftu przez Milwaukee Brewers i początkowo grał w klubach farmerskich tego zespołu, między innymi w Indianapolis Indians, reprezentującym poziom Triple-A. W Major League Baseball zadebiutował 4 kwietnia 2005 w meczu przeciwko Pittsburgh Pirates, w którym zaliczył dwa RBI i zdobył runa. W 2007 po raz pierwszy wystąpił w All-Star Game.
W listopadzie 2009 w ramach wymiany zawodników przeszedł do Minnesota Twins, zaś rok później podpisał kontrakt z Baltimore Orioles. W sezonie 2012 po raz pierwszy w karierze otrzymał Złotą Rękawicę spośród łączników. W październiku 2014 podpisał nowy, trzyletni kontrakt wart 40 milionów dolarów.

## Nagrody i wyróżnienia
| Nagroda/wyróżnienie  | Lata             | Źródło |
| 2× All-Star          | 2007, 2013       | [ 3 ]  |
| 3× Gold Glove Award  | 2012, 2013, 2014 | [ 5 ]  |
| Silver Slugger Award | 2013             | [ 7 ]  |